# Malva agrigentina
Malva agrigentina är en malvaväxtart som först beskrevs av Vincenzo Tineo, och fick sitt nu gällande namn av Soldano, Banfi och Galasso. Malva agrigentina ingår i Malvasläktet som ingår i familjen malvaväxter. Inga underarter finns listade i Catalogue of Life.